# 遠藤達也 (ディレクター)
遠藤 達也（えんどうたつや）は、日本のテレビディレクター。

## 人物
主にバラエティ番組を中心に活動。
ディレクターとして参加している『月曜から夜ふかし』（日本テレビ）では、『誰もやらなかった調査をやってみた件』などを担当するが、その内容や遠藤の横柄な態度（過度な視聴者イジリ、タメ口でのインタビュー、セクハラまがいの企画）などが度々ネット上などで批判されている。

## 担当番組

### 現在

#### 日本テレビ
- 月曜から夜ふかし（ディレクター→構成）

#### フジテレビ
- あしたの内村!!（ディレクター）
- 新春!爆笑ヒットパレード（ディレクター）

### 過去

#### バラエティ

##### 日本テレビ
- ジャック10（演出）
- 有吉ゼミ（ディレクター）
- 沸騰ワード10（演出）

##### 中京テレビ
- 小園総研（演出）
- ろみひー（演出）

##### フジテレビ
- 夕やけニャンニャン（AD）
- オールナイトフジ（ディレクター）
- パラダイスGoGo!!（ディレクター、火曜担当）
- 世界で一番くだらない番組（チーフディレクター）
  - 北半球で一番くだらない番組（チーフディレクター）
- 1or8（チーフディレクター）
  - B☆QTV（ディレクター）
  - 秘密の花園（チーフディレクター）
  - 前略ヒロミ様（チーフディレクター）
- MJ -MUSIC JOURNAL-（ディレクター）
- めちゃ²イケてるッ!（ディレクター）
- とんねるずのみなさんのおかげでした（ディレクター）
- やしがにのウインク（演出）
- はねるのトびら（ディレクター）
- 明石家ウケんねん物語（ディレクター）
- 寺門ジモンの取材拒否の店（演出）
  - 寺門ジモンの常連めし〜奇跡の裏メニュー〜（演出）[4]
  - 寺門ジモンの肉専門チャンネル（演出）[4]
- FNS地球特捜隊ダイバスター（演出）
- マツコの部屋（演出）
- FNS27時間テレビ
  - FNS27時間テレビ めちゃ²デジッてるッ! 笑顔になれなきゃテレビじゃないじゃ〜ん!!（ディレクター）
  - FNS27時間テレビ 女子力全開2013 乙女の笑顔が明日をつくる!!（ディレクター）
  - 武器はテレビ。 SMAP×FNS 27時間テレビ（ディレクター）
  - FNS27時間テレビ めちゃ²ピンチってるッ! 1億2500万人の本気になれなきゃテレビじゃないじゃ〜ん!!（チーフディレクター）
- マバタキー（ディレクター）
- コンちゃんテンちゃん（ディレクター）
- してみるテレビ!教訓のススメ（ディレクター）
- 前略、月の上から。（ディレクター）
- ヨルタモリ（ディレクター）
- ディープガール（演出）
- アオハル (青春) TV（ディレクター）
- クーリングオフ型ネタ見せ番組 金返せショー

#### ドラマ
- エリアコードドラマ011「留萌交番日記'95春」（演出）